# طيران الرئاسة (أبو ظبي)
طيران الرئاسة أو الطيران الأميري لـحكومة أبوظبي هي الجهة المسؤولة عن تسيير رحلات رؤساء الدول وكبار الشخصيات من وإلى إمارة أبوظبي، تأسس طيران الرئاسة سنة 1975 في عهد الشيخ زايد بن سلطان آل نهيان تحت اسم الطيران الأميري، وفي 16 فبراير 2009 تغير اسمة ليصبح طيران الرئاسة.

## الأسطول
يتكون طيران الرئاسة من أسطول مكون من عشرة طائرات حتى مطلع يناير 2021.